# Erigone matanuskae
Erigone matanuskae Chamberlin & Ivie, 1947 è un ragno appartenente alla famiglia Linyphiidae.

## Distribuzione
La specie è stata rinvenuta in Alaska.

## Tassonomia
È stato osservato solamente l'olotipo di questa specie nel 1947.
Non è considerata specie del genere Erigone Audouin, 1826 da Tanasevitch, bensì del genere Satilatlas Keyserling, 1886.
Attualmente, a maggio 2014, non sono note sottospecie.